# Carl Radkau
Carl Ernst Albert Radkau, eigentlich Meyer (* 4. September 1855 in Wolfenbüttel; † 14. Juni 1934) war ein deutscher Verwaltungsjurist und braunschweigischer Minister der Finanzen.

## Familie
Radkau war ein Sohn des braunschweigischen Staatsministers Eduard Meyer und seiner Frau Magdalene Christiane Ernestine, geborene Vielhaack. Mit Reskript vom 11. Juni 1890 nahm er den Namen Radkau (wieder) an.
1889 heiratete er Marie Suter, eine Tochter des schweizerischen Obersten Rudolf Suter aus Zofingen und der Marie, geborene Recka.

## Leben
Carl Meyer (ab 1890 Radkau) besuchte das Gymnasium in Braunschweig, wo er 1874 die Reifeprüfung bestand, und studierte anschließend Rechtswissenschaften an der Universität Tübingen. Hier wurde er 1876 Mitglied des Corps Suevia. Nach Beendigung seiner Studien wurde er 1877 Auditor, 1880 Referendar und 1881 Assessor. 1883 trat er in die Verwaltungslaufbahn ein und wurde 1888 Regierungsrat, 1896 Finanzrat. Ab 1900 war er Präsident des Verwaltungsgerichtshofs in Braunschweig. 1911 wurde er zum Finanzminister des Herzogtums Braunschweig ernannt und in dieser Eigenschaft 1915 mit dem Orden Heinrichs des Löwen I. Klasse ausgezeichnet.
Er starb 1934 und fand seine letzte Ruhestätte auf dem Magnifriedhof in Braunschweig.

## Auszeichnungen
- Eisernes Kreuz am weiß-schwarzen Band
- Roter Adlerorden II. Klasse mit dem Stern